# ボーイング バード・オブ・プレイ
バード・オブ・プレイ（YF-118G）
バード・オブ・プレイ（コンセプトアート）
- 用途：実験機
- 製造者：マクドネル・ダグラス / ボーイング
- 初飛行：1996年9月11日
- 生産数：1機
- 退役：1999年4月
- 運用状況：計画完了
- ユニットコスト：$6700万ドル

ボーイング バード・オブ・プレイ（Boeing Bird of Prey）
は、1990年代にアメリカ合衆国のマクドネル・ダグラスと合併に伴い開発を引き継いだボーイングが自社で開発していたステルス実験機。

## 概要
マクドネル・ダグラスとボーイングが自社の資金で技術実証機として開発を進めていたステルス実験機で1992年にマクドネル・ダグラスのファントムワークスが開発に着手して、1996年9月11日に初飛行して1999年4月に計画が終了するまで39回以上飛行した。実証機のため、バード オブ プレイはF-117で使用されているようなこの種の機体では定番となっているフライバイワイヤを搭載せずに手動式の油圧制御を使用すると共に、民間のビジネスジェット機で使用されるプラット・アンド・ホイットニー・カナダ JT15D-5Cエンジンを搭載したことで開発期間が短縮され、費用が大幅に低減された。
機体の形状はコンピュータによる修正を伴わずに十分安定性を維持して飛行するために充分な空気力学的安定性を備え、空気力学的安定性は飛行中に先端部で揚力が生じることで水平面尾翼と通常の垂直方向舵がなくても安定性が得られ、方向制御のためには従来の機体にある方向舵を備えずにX-45とX-47のような無尾翼機のステルス無人航空機と同様に一種の空力ブレーキであるドラッグラダーを使用する。
カバーとして「YF-118G」の呼称を与えていた機体は、2002年10月18日に公開された。

## 展示機
2003年7月16日に、バード・オブ・プレイは、オハイオ州デイトン近くのライト・パターソン空軍基地にある国立アメリカ空軍博物館に展示された。現在は、博物館のモダンフライトギャラリーでF-22ラプターの上に展示されている。

## 仕様
- Jane's All The World's Aircraft 2003–2004[6]

諸元
- 乗員: 1
- 全長: 14.22 m （46 ft 8 in）
- 全高: 2.82 m （9 ft 3 in）

- 最大離陸重量: 3,356 kg （7,400 lb）

性能
- 最大速度: 482 km/h （260 knots）
- 実用上昇限度: 6,100 m （20,000 ft）